# Live alone
Live alone is een studioalbum van Iain Matthews. Matthews speelde het album geheel zelf in, een man met zijn gitaar. Plaats van opname was de Parrot Tracks Studio in Austin (Texas) waar hij toen woonde. De nummers zijn via een DAT vastgelegd en werden in 1992 in eigen beheer uitgegeven. In 2002 volgde een uitgave via de boxset The Complete Notebook Series. 

## Muziek
| Nr. | Titel                                                         | Duur |
| --- | ------------------------------------------------------------- | ---- |
| 1.  | The ties we break (Iain Matthews, Jamie Kyler, Will Rambeaux) |      |
| 2.  | Rains of ‘62 (Iain Matthews)                                  |      |
| 3.  | Say a prayer (Iain Matthews)                                  |      |
| 4.  | Tribute to Hank Williams (Tim Hardin)                         |      |
| 5.  | A wailing goodbye (Iain Matthews)                             |      |
| 6.  | Mercy Street (Peter Gabriel)                                  |      |
| 7.  | Back of the bus (Iain Matthews)                               |      |
| 8.  | Wings (Iain Matthews)                                         |      |
| 9.  | Every crushing blow (Iain Matthews)                           |      |
| 10. | God’s empty chair (Iain Matthews)                             |      |
| 11. | Knowing the game (Iain Matthews)                              |      |
| 12. | Busby’s babes (Iain Matthews)                                 |      |
| 13. | Compass and chart (Iain Matthews)                             |      |
| 14. | Midnight on the water (Iain Matthews)                         |      |
| 15. | New shirt (Iain Matthews)                                     |      |

Cd 1: Nights in Manhattan · Cd 2: Live alone · Cd 3: Intimate wash · Cd 4: Camouflage · Cd 5: Woodshedding